# Ga Onam
Ga Onam (Tiếng Hàn: 오남역, Hanja: 梧南驛) là ga ngầm của Tàu điện ngầm vùng thủ đô Seoul tuyến số 4 ở ở Onam-eup, Namyangju-si, Gyeonggi-do, Hàn Quốc. 

## Lịch sử
- 10 tháng 12 năm 2014: Khởi công xây dựng
- 6 tháng 8 năm 2021: Thông báo bảng khoảng cách đường sắt và xác nhận tên ga [2]
- 19 tháng 3 năm 2022: Khai trương

## Bố trí ga
| Jinjeop ↑             |
| \| N/B                |
| ↓ Byeollae Byeolgaram |

| Hướng Bắc | ● Tuyến 4 | ← Hướng đi Jinjeop                                     |
| Hướng Nam | ● Tuyến 4 | → Hướng đi Danggogae · Nowon · Seoul · Sadang · Oido → |

## Xung quanh nhà ga
- Giao lộ Yangji
- Jingeoncheon
- Trường mẫu giáo Saesam
- Trường tiểu học Onam, Trường trung học Onam, Trường tiểu học Yango, Trường tiểu học Yangji, Trường tiểu học Eoram và Trường trung học Eoram
- Trường trung học Jinjeop
- Trường trung học cơ sở và trung học phổ thông Gwangdong
- Trung tâm người cao tuổi Yangji 1-ri
- Trung tâm người cao tuổi Yangji 2-ri
- Đồn cảnh sát phía Bắc Namyangju

## Thư viện

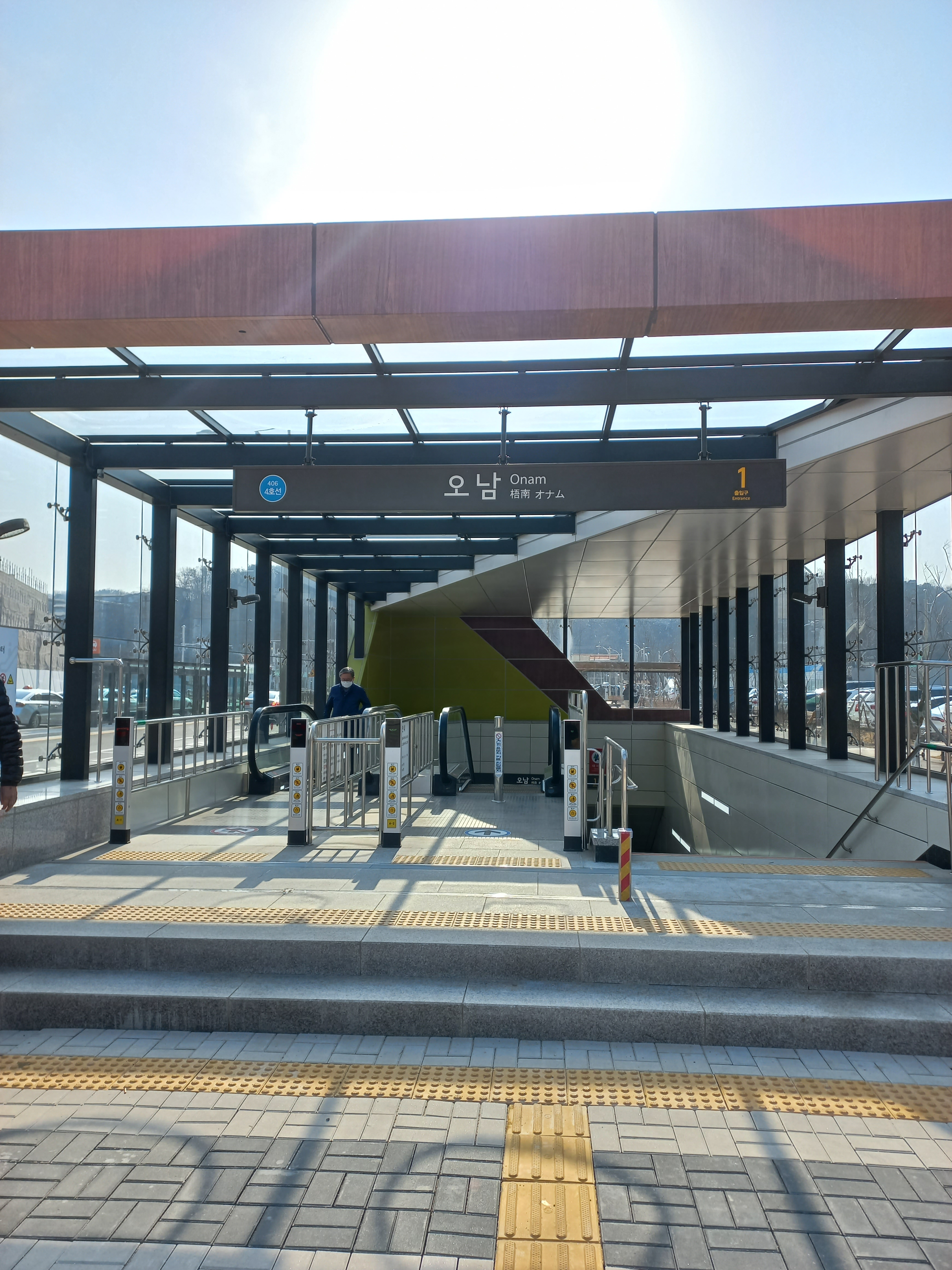
Lối ra 1
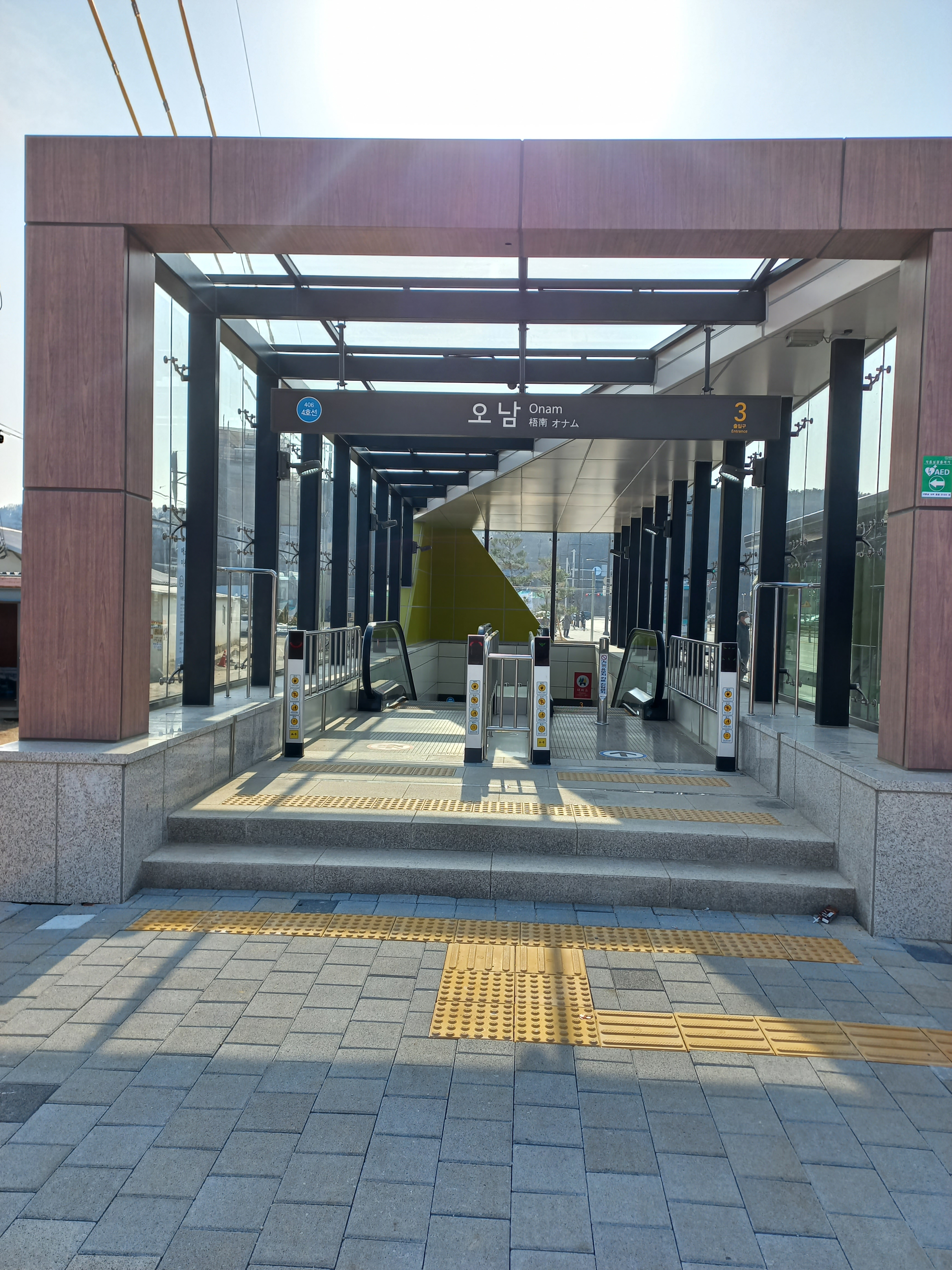
Lối ra 3